# Villarino (partido)
Villarino (Partido de Villarino) is een partido in de Argentijnse provincie Buenos Aires. Het bestuurlijke gebied telt 26.517 inwoners. Tussen 1991 en 2001 steeg het inwoneraantal met 8,56 %.

## Plaatsen in partido Villarino
- Argerich
- Colonia Monte La Plata
- Colonia San Adolfo
- Hilario Ascasubi
- Juan Cousté
- La Mascota
- Laguna Chasicó
- Mayor Buratovich
- Médanos
- Montes de Oca
- Nicolás Levalle
- Ombucta
- Pedro Luro
- Teniente Origone